# Stazione di Farranfore
La stazione di Farranfore  è una stazione ferroviaria della linea Mallow–Tralee a servizio di Farranfore nella contea di Kerry, Irlanda. Fino al 1960, da questo scalo si diramava la linea per Valentia Harbour.
La stazione si trova sulla N22 e nei pressi dell'aeroporto di Kerry, che si trova 1,3 miglia a nord-est.

## Storia
La stazione fu aperta il 18 luglio 1859 assieme alla linea Killarney–Tralee.
Nel 1885 fu aperto il primo tronco della diramazione per Valentia Harbour che fu completata nel 1893. Questa linea fu soppressa nel 1960.
Nel 1976 fu soppresso il servizio merci.

## Strutture ed impianti
Il fabbricato viaggiatori è una struttura in pietra composta da tre corpi di cui uno a due livelli. È presente la cabina del segnalamento, divenuta ridondante con l'introduzione del Comando Centralizzato del Traffico (CTC) sulla linea ferroviaria: è una struttura parzialmente in muratura e in legno.
Il piazzale è dotato di due binari entrambi dotati di marciapiede, collegati tra loro da un ponte pedonale in ferro battuto in stile vittoriano.
La stazione presenta anche un magazzino merci e una torre dell'acqua, entrambi in disuso.

## Movimento
La stazione è servita dai treni Intercity Iarnród Éireann sulle relazioni Tralee Casement – Mallow – Cork Kent e Dublino Heuston – Tralee Casement.

## Servizi
- Servizi igienici
- Biglietteria a sportello
- Biglietteria self-service
- Distribuzione automatica cibi e bevande

## Interscambi
- Capolinea autolinee